# Clarenville
Clarenville è un comune del Canada, situato nella provincia di Terranova e Labrador, nella divisione No. 7.